# خواجة نظام تشهار دانغ (حومة بم)
خواجة نظام تشهار دانغ (بالفارسية: خواجه نظام چهاردانگ) هي قرية تقع في إيران في منطقة مركزية ريفية. يقدر عدد سكانها بـ 419 نسمة بحسب إحصاء 2016.